# Telecentro (República Dominicana)
Telecentro es un canal de televisión abierta dominicano, propiedad del Grupo de Medios Telemicro. Comenzó sus emisiones en 1972 bajo el nombre de Tele-Inde en el canal 30 UHF de Santo Domingo, aunque después se trasladó al canal 13 VHF de la capital, y en 1995 cambió de nombre a Telecentro.

## Historia
En 1972, José Semorille, en ese entonces director del Instituto Nacional De Electrónica (INDE), tuvo la idea de lanzar una estación de televisión con equipos viejos y reconstruidos por esta institución. Es así como nace Tele-Inde el 20 de agosto de 1972. Esta estación empezó a transmitir por el canal 30 UHF, siendo el primer canal que transmite en esa banda en el país, y luego pasa a transmitir por el canal 13 VHF. Emitía por 4 horas, de 6:00 p.m. a 10:00 p.m.
Con el lema de Educación Cultural y Amistad, Tele-Inde era un acrónimo de Televisión del Instituto Nacional de Electrónica. Sus oficinas se ubicaban en la calle 30 de Marzo n.º 80, en la cercanía del Palacio Nacional. Dentro de los programas que se transmitían, destacan Batman, Perdidos en el Espacio, El show del Sheriff Marcos, un noticiario y dibujos animados como Krazy Kat.
A principios de los años 80, tras la recuperación de los daños causados por el huracán David se reinician las transmisiones por el Canal 13 para la capital y el Sureste dominicano. A mediados de la década, el canal fue adquirido por un grupo pequeño de empresarios, entre los que se encontraban Jacinto Peynado y Guaroa Liranzo, y fue renombrado como TV13. También fue mudado a un local más amplio en la Avenida Pasteur casi esquina Bolívar, del sector Gazcue, en las antiguas instalaciones del Cine Élite. Dentro de los programas que presentaba en esa época estaban: Radio TV, Video Hits con Rockina, Video Manía, Ellos Se Juntan, Buenas Noches, Fuego Cruzado, Titanes en el Ring, las novelas Tanairi y Coralito, y dibujos animados (llegándose a destacar Tom & Jerry y La Pantera Rosa). El eslogan era La Gran Sensación y después Un Canal con Clase.
En 1995 la administración fue dirigida por José Hazim y posteriormente pasó a ser controlada por Guaroa Liranzo. Del mismo modo, el canal cambió de nombre a Telecentro, con el eslogan El Canal. Esta etapa se caracterizó por mejoras en la producción audiovisual del canal, así como la llegada de programas notables, como En Familia (con Lissette Selman) y La Hora del Deporte. También destacaron la presentación de Novelas Brasileñas, nuevas series animadas como Sailor Moon y programas infantiles como Las Aventuras de Sharina.
En 1999 el canal es adquirido por el Grupo Baninter, el cual realizó numerosos cambios que iban desde la línea gráfica, hasta la presentación de programas de envergadura, como fueron Divertido con Jochy, la etapa meridiana de De Remate (conducido por el fenecido comediante Luisito Martí), El Gordo de la Semana, Con Freddy y Milagros, Los Electrolocos, Ciudad Nueva, La Aldea Mágica, entre otros. También se fortalecieron la línea de dibujos animados (Pokémon, Teletubbies) y novelas. Todo esto llevó a Telecentro a ser la empresa principal del Grupo Baninter (después del mismo Baninter) y el canal de más audiencia a nivel nacional.[cita requerida]
En 2002, Telecentro lanza su división de noticias, llamada RNN Canal 27 (Red Nacional de Noticias), emitiendo por el canal 27 UHF. Esta última inauguró sus instalaciones en la Av. Luperón, casi llegando al Mirador Sur, donde Telecentro también fue trasladado.
En 2003 se preparaba una expansión de las instalaciones, así como nuevos programas.
El 7 de abril de 2003, el Baninter fue intervenido por el Estado dominicano, al detectarse un millonario fraude y déficit. Debido a esto, el Estado también intervino las empresas propiedad de Baninter, entre ellas Telecentro. La administración del canal pasó a manos del Banco Central de la República Dominicana y tuvo distintos administradores con el pasar de los años. 
Por lo ocurrido, las figuras que tenían sus programas en Telecentro empezaron a abandonar la estación e irse a otros canales, por lo cual, el canal 13 estuvo en un letargo por un largo tiempo, mientras su mobiliario, vehículos y equipos se deterioraban progresivamente. 
En 2012, transmite los partidos del equipo Estrellas Orientales, siendo el segundo canal de televisión abierta en transmitir partidos del Campeonato de Béisbol Invernal (el otro siendo CERTV Canal 4, con los partidos del equipo Águilas Cibaeñas).
Entre 2015 y 2016 el canal transmitía de manera intermitente. Era común ver que estaba fuera del aire por varios días, y de repente regresaba. Todo esto se debía al mal estado de sus equipos. 
Desde 2015 se rumoreaba en distintos medios de comunicación del país que el Grupo de Medios Telemicro estaba en negociaciones para la adquisición de Telecentro. 
Finalmente, el 17 de mayo de 2016 se informó que el presidente de este grupo, Juan Ramón Gómez Díaz, había concretado la compra del canal junto a la emisora Radio Cadena Espacial (1280 AM y 107.3 FM)Santo Domingo y Zona Sur y 1560AM y 107.9 Cibao.
De esta forma, Telecentro pasa a Transmitir desde el edificio del Grupo de Medios Telemicro, y su nueva programación salió al aire el 15 de agosto de 2016.